# Altavilla Vicentina
Altavilla Vicentina – miejscowość i gmina we Włoszech, w regionie Wenecja Euganejska, w prowincji Vicenza.
Według danych na rok 2004 gminę zamieszkiwało 9547 osób, 596,7 os./km².